# Чайка Ігор Леонтійович
Чайка Ігор Леонтійович - Ковельський міський голова. (з 26 листопада 2020 року).

## Життєпис
Народився 16 грудня 1964 року в місті Ковелі в сім’ї службовців.
У 1982-му закінчив із золотою медаллю Любомльську середню школу №1. Того ж року вступив на факультет журналістики Львівського державного університету імені І.Франка, який закінчив з відзнакою у 1989 році (з грудня 1983 по грудень 1985 року — служба в армії).
Закінчивши з відзнакою університет, направляється на роботу в місто Ковель, де працює на посаді кореспондента багатотиражної газети «Робітниче слово» заводу «Ковельсільмаш». У 1991-му, коли в Ковелі організовують першу на Волині телекомпанію – Телевізійний Центр «Ковель», його запрошують створити редакцію інформаційного мовлення. В липні 1991-го року в ефірі ТЦК виходить «Суботня панорама» - перша інформаційна передача в регіональному телепросторі, автором та ведучим якої був Ігор Чайка. Поступово телебачення стає основним професійним заняттям, де творчі задуми та проєкти реалізовуються одразу в кількох іпостасях: телеведучий, журналіст, редактор.
З 2006 по 2020 рік працював у філії Національної суспільної телекомпанії України «Регіональна дирекція UA:Волинь»: завідувачем кореспондентського пункту в місті Ковелі, а з квітня 2018 року – кореспондентом.

## Нагороди
Лауреат журналістського конкурсу «Професіонал» (2003 рік) та обласної журналістської премії імені репортера Олексія Левкова. За творчі успіхи та особистий внесок у розвиток журналістики неодноразово нагороджувався грамотами Волинської облдержадміністрації та обласної ради, місцевих органів влади Ковеля та Ковельського району, дипломом керівництва Люблінського воєводства за розвиток транскордонної співпраці між регіонами України та Польщі.

## Місцеві вибори 2020 року
В жовтні 2020 року на місцевих виборах Чайку Ігоря Леонтійовича обрано Ковельським міським головою серед 15 претендентів на цю посаду. Він отримав 3019 голосів, що складає 16,59% від загальної кількості голосів виборців поданих за всіх кандидатів на посаду міського голови.